# Fußgängersicherheit
Unter Fußgängersicherheit versteht man die Gesamtheit der Maßnahmen und Vorrichtungen im Verkehrsleben, die auf eine optimale Sicherung des Fußgängers als Verkehrsteilnehmer ausgerichtet sind.

## Die Gefährdung

### Grundlagen
Fußgang und Fußverkehr sind die natürliche Form der menschlichen Fortbewegung. Fußgängerunfälle bilden aber laut CARE mit einem Anteil von 20 Prozent die zweithäufigste Todesursache im europäischen Straßenverkehr. Im innerörtlichen Verkehr entfällt auf sie ein Drittel der tödlichen Unfälle.
Das hohe Gefährdungspotential für Fußgänger ergibt sich vor allem aus dem Umstand, dass die Verkehrsinfrastruktur für Kraftfahrzeuge angelegt ist und die Belange von Fußgängern darin nachrangig oder gar nicht abgebildet werden. Erschwerend hinzu kommt die innerörtliche Regelgeschwindigkeit von 50 km/h, die bei Kollisionen zwischen Autofahrer und Fußgänger oft tödlich für den Fußgänger endet. Ein anderes Problem stellt die Verdichtung des Verkehrs zu bestimmten Tageszeiten dar, wozu etwa auch die sogenannte „Schul-Rushhour“ zählt.
Kinder, Alte und Gebrechliche sind im heutigen Verkehrsleben einer besonders hohen Gefährdung ausgesetzt. Dennoch besteht nach Auffassung der heutigen Verkehrserziehung kein Grund mehr zu Fatalismus, wie ihn Peter-Habermann noch 1979 mit der Formulierung „Kinder müssen verunglücken“ anklagend äußerte. Die ergriffenen Gegenmaßnahmen tragen inzwischen international dem Umstand Rechnung, dass Fußgänger als schwächste Gruppe der Verkehrsteilnehmer besonders schutzbedürftig sind.

### Sicherheitsabträgliche Sachverhalte

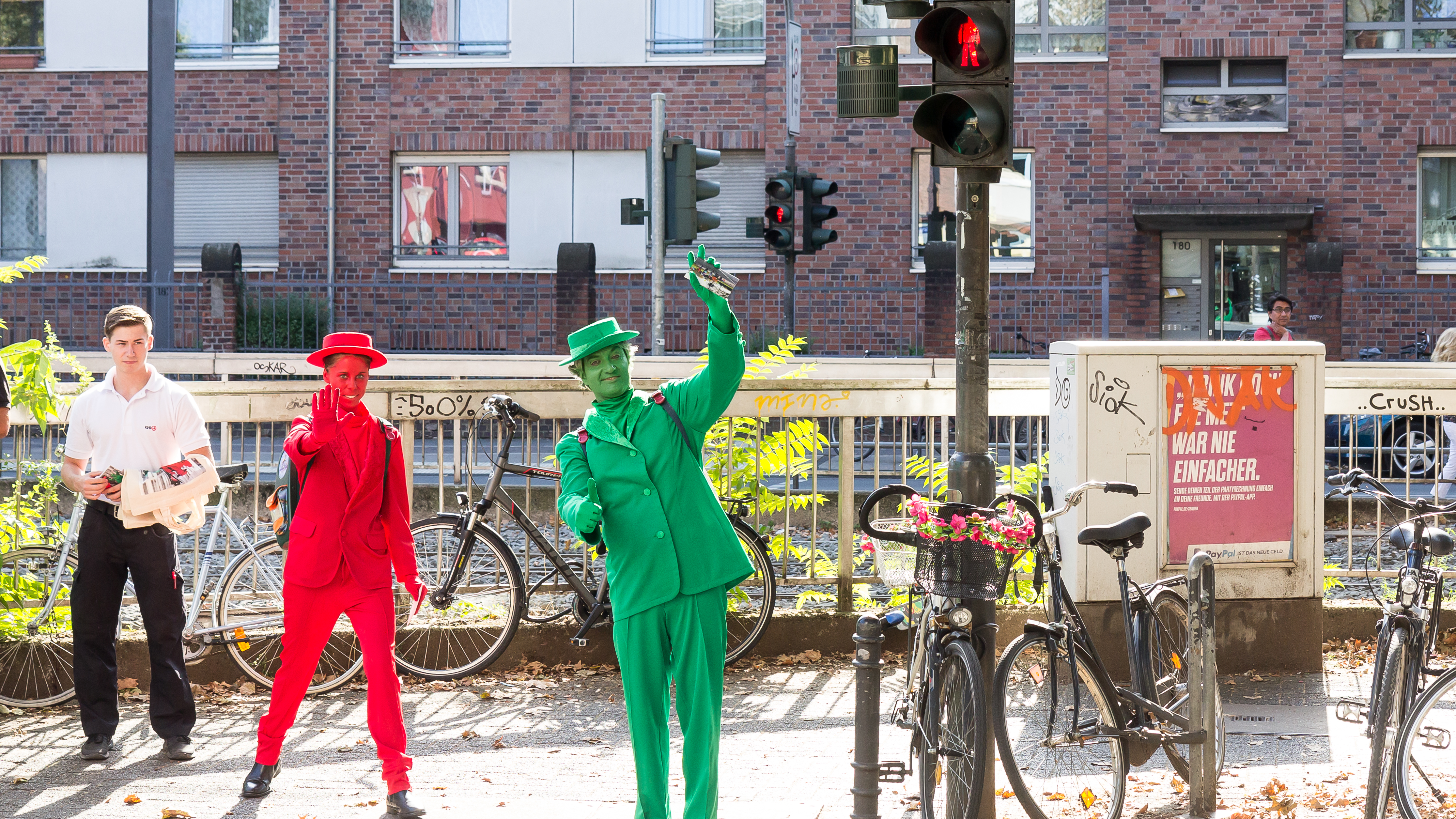
Pantomimen als lebende Ampelmännchen weisen auf korrektes Verhalten an einer Fußgängerampel hin. Aktion „Köln steht bei Rot“, 2016

Als kontraproduktiv für die Verkehrssicherheit, vor allem des jungen Fußgängers, werden in der Verkehrspädagogik insbesondere folgende Verhaltensweisen und Sachverhalte genannt:
Fehlende, verfehlte oder nicht konsequente Verkehrserziehung
Obgleich das Einüben des Verkehrsumgangs gesetzlich vorgeschriebener Teil der elterlichen Erziehungspflicht ist, wird diese Aufgabe von vielen Eltern den öffentlichen Institutionen wie den Kindergärten, der Polizei und den Schulen zugewiesen. Sie trauen der Wirksamkeit ihrer verkehrserzieherischen Hilfen nicht und tendieren stattdessen dazu, die gegebene Gefahrenlage durch den Autotransport ihrer Kinder zu überbrücken.
Als verfehlt gilt eine Verkehrserziehung, die lediglich abstrakte Regelkunde betreibt, die den Kindern Erwachsenendenken überzustülpen versucht oder gar das Augenmerk mehr auf die Fehler der anderen Verkehrsteilnehmer als auf die Förderung der Selbstständigkeit, der Selbstsicherheit und des eigenen Verhaltens legt.
Als konsequent wird eine Verkehrserziehung betrachtet, die mit steigenden Anforderungen an die eigene Verantwortungsbereitschaft durch das gesamte Schulleben begleitet und auch im mitmenschlichen Umgang jederzeit zur Geltung gebracht wird.
Entmündigender Fahrzeugtransport
Der vermeintlich sicherere Transport in Kraftfahrzeugen übergeht die Ergebnisse der Unfallstatistik. Es wird verkannt, dass dadurch erst die meist in Hektik verlaufende, besonders unfallträchtige sogenannte „Schul-Rushhour“ zu Beginn und Ende der Unterrichtszeiten geschaffen wird, die für alle Beteiligten neue Gefahrenquellen produziert. Als besonders gravierend erweist sich aber der Entzug der Lernmöglichkeiten über den aktiven eigenen Verkehrsumgang durch die Passivierung in den Verkehrsmitteln.
Negative Vorbilder
Die Verkehrskompetenz als Fußgänger ist nach einer guten Verkehrserziehung bei Grundschülern zunächst in der Regel höher als bei den meisten Erwachsenen. Undiszipliniertes Verhalten der Älteren verführt jedoch auch die Jüngeren mit der Zeit dazu, der Bequemlichkeit und dem Vorteildenken zu folgen (etwa beim regelwidrigen Straßequeren) und gelerntes Verhalten (etwa das Handzeichen-Geben oder das Aufsuchen von sicheren Übergängen) als lästig aufzugeben. (Redewendung: „Es machen doch alle so.“)
Fehlende Sanktionen
Während im Kraftverkehr Regelverstöße durch die Kennzeichen-Pflicht identifiziert und mit Sanktionen geahndet werden können, bewegen sich Fußgänger weitestgehend anonym im Straßenverkehr und haben selbst bei gravierenden Regelverletzungen wie Straßenquerungen bei roter Ampel kaum Strafen zu befürchten. Auch dies führt oft zu Nachlässigkeiten im angemessenen Verkehrsumgang.

## Maßnahmen zur Fußgängersicherheit

### Städteplanung

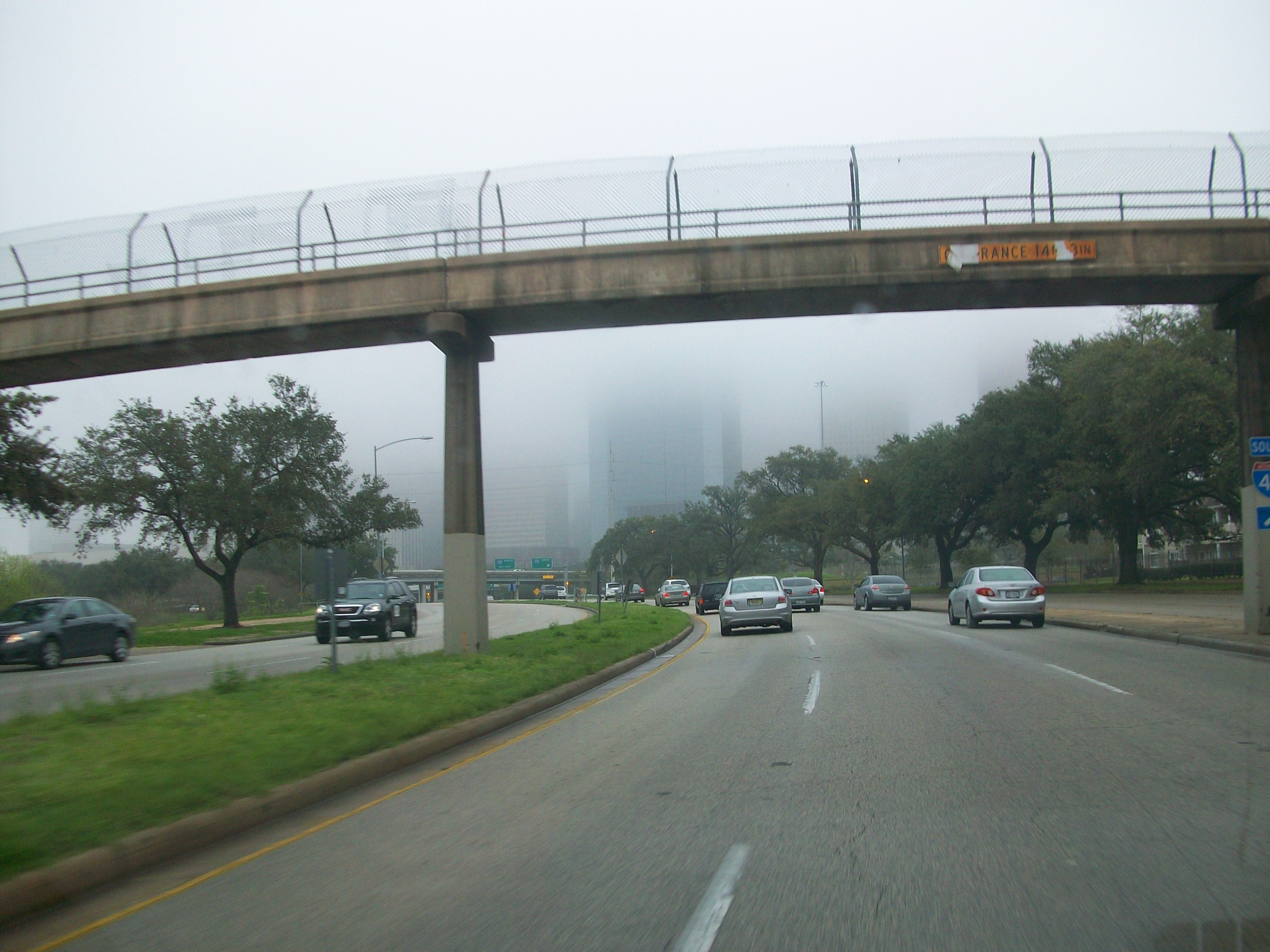
Fußgängerbrücke in Houston (Texas)

Richtzeichen 350-10 „Fußgängerüberweg“ (Deutschland)

Schon 1935 wurde eine Teilung des Verkehrsraums zwischen Fußgängern und Fahrzeugen vollzogen, die bereits mit Verhaltensvorschriften für den Fußgänger verbunden waren. (§ 37 RStVO, RGBl. 1937 I, S. 1188, vgl. heute § 25 StVO): So ist in § 25 Abs. 1 der Straßenverkehrsordnung (StVO) geregelt: „Fußgänger müssen die Gehwege benutzen. Auf der Fahrbahn dürfen sie nur gehen, wenn die Straße weder einen Gehweg noch einen Seitenstreifen hat.“ 1937 wurde in Berlin die erste Fußgängerampel eingerichtet.
Stadtplaner leisten Beiträge zu einer Verbesserung der Fußgängersicherheit im Straßenverkehr, indem sie durch bauliche Maßnahmen und Geschwindigkeitsbegrenzungen den Kraftverkehr entschleunigen und Schutzbereiche zur Verfügung stellen. Sie schaffen Räume im Straßenverkehr, in denen sich der Fußgänger relativ geschützt bewegen kann. Mögliche Maßnahmen sind Fußgängerzonen, Fußgängerwege, Fußgängerbrücken, Fußgängertunnel, Fußgängerüberwege, Fußgängerfurten, Verkehrsinseln, Fußgängerampeln, Fußgängerzeichen, Verkehrsberuhigte Bereiche oder Spielstraßen.
In Augsburg und Köln laufen z. Z. Versuchsanlagen sogenannter Bompeln, die Fußgänger (Smombies), welche durch die Bedienung ihres Smartphones abgelenkt sind, mittels im Boden eingelassener – im Bedarfsfall rot blinkender – LED-Lampen auf Gefahren durch Querverkehr aufmerksam machen sollen.

### Fahrzeugtechnik
Die Autoindustrie hat in den letzten Jahren Fortschritte beim Fußgängerschutz in Form von konstruktiven Verbesserungen an den Fahrzeugen gemacht, die im Falle einer Kollision mit Fußgängern die Schwere der Unfälle minimieren sollen. Hierzu zählt etwa das Verbot von Frontschutzbügeln, den sogenannten „Kuhfängern“, der Einrichtung von Knautschzonen, die die Aufprallenergie dämpfen oder der Entwicklung von hochwirksamen Bremssystemen. Bislang haben derlei Bemühungen der Autoindustrie aber nicht dazu geführt, dass der Anteil an getöteten Fußgängern innerorts gesunken ist, sodass auch im Jahr 2020 rund 35 % der Getöteten Fußgänger waren.
Die Euro NCAP (European New Car Assessment Programme – Europäisches Neuwagen-Bewertungs-Programm) mit Sitz in Brüssel führt seit 1996 regelmäßig Crashtests mit neuen Automobiltypen durch, bei denen auch der Fußgängerschutz in die Punktewertung eingeht.

### Politik

Verkehrszeichen 356: Verkehrshelfer

Mit der KMK-Empfehlung vom 7. Juli 1972 gelangte der „Verkehrsunterricht“ erstmals als flächendeckender, verpflichtender Erziehungsauftrag an die Schulen und Hochschulen und damit auch in das Blickfeld einer breiteren Öffentlichkeit. Die Verkehrserziehung fand eine Lehrplanverankerung in allen Bundesländern. Es wurden Ausbildungsrichtlinien erarbeitet, die Eltern und Erzieher in die Pflicht nahmen. Die Kraftfahrer wurden durch regelmäßige Kampagnen für ihr Gefährdungspotenzial sensibilisiert. Einrichtungen wie Verkehrsreferenten, Verkehrshelfer, Schülerlotsen, Schulweghelfer waren speziell auf die bis dahin etwas vernachlässigte Fußgängersicherheit ausgerichtet.
Die Bundesregierung initiiert immer wieder Verkehrssicherheitsprogramme und -kampagnen, die auf eine grundsätzliche Reduzierung der Unfallzahlen abzielen, Der Wissenschaftliche Beirat beim BMVBS entwirft dazu Empfehlungen zur Zukunftsplanung.

### Pädagogik
Die von den Verkehrsträgern bereitgestellten, Gefahren entschärfenden baulichen Maßnahmen, die Konstruktionsbeiträge der Fahrzeughersteller oder das rücksichtsvolle Verhalten der anderen Verkehrsteilnehmer sind hilfreich. Entscheidend für die Verkehrssicherheit des Fußgängers sind jedoch die eigene Verkehrskompetenz und die Bereitschaft zur eigenen Verantwortungsnahme und Selbstsicherung:
Schützende Verkehrsüberwege und Verkehrshilfen sind nutzlos, wenn sie nicht genutzt werden, und Fehlern anderer Verkehrsteilnehmer kann nur durch selbstschützendes eigenes Verhalten im Sinne der Unfallvermeidung wirksam begegnet werden. Diese Einsicht wird etwa durch den sarkastischen Grabsteinspruch kolportiert: „Aber er hatte auf dem Zebrastreifen Vorrang“. Der Fußgänger kann und darf sich nicht auf die Fehlerlosigkeit und Regeltreue der anderen Verkehrsteilnehmer verlassen.
Nach den Zielvorgaben der Verkehrspädagogik sollte jedes Kind mit dem Schulbeginn bzw. nach den ersten Unterrichtswochen in die Lage versetzt sein, seinen Schulweg selbstständig und eigenverantwortlich zu gestalten. Zur Ausbildung dieser eigenen Verkehrskompetenz muss er nach S.A. Warwitz „Verkehrsgefühl“, „Verkehrssinn“, „Verkehrsintelligenz“ und daraus resultierend ein angemessenes „Verkehrsverhalten“ entwickeln. Die klassischen Wege dazu vermittelt die Verkehrspädagogik. Als erster Instanz hat der Gesetzgeber den Eltern die sachgerechte Einführung in das Verkehrsleben als verpflichtende Aufgabe im Rahmen der elterlichen Erziehungspflichten zugeordnet. Auf ihnen soll die professionelle Verkehrserziehung der Kindergärten und Schulen aufbauen.
Professionelle Verkehrserziehung ist auf die sichere, selbstständige, eigenverantwortliche und partnerschaftliche Verkehrsteilnahme des Fußgängers ausgerichtet, bei der jede Zeigefinger-Mentalität gegenüber anderen Verkehrsteilnehmern verpönt ist. Zeitgemäße Fußgängererziehung beschränkt sich zudem schon längst nicht mehr auf die Verkehrsbildung von Kindern und Jugendlichen: Als Schülerlotsen, Schulweghelfer, Schulbusbegleiter, Tutoren und Prüfer werden nicht nur ältere Schüler, sondern auch Praktikanten, Lehramtsstudenten, Eltern und weitere interessierte Erwachsene in Ausbildungsprogramme wie das Fußgängerdiplom und Projekte wie das Schulwegspiel eingebunden und profitieren so unaufdringlich mittelbar auch selbst von den Lernprozessen auf dem Wege zu mehr Fußgängersicherheit.
Initiativen wie der Pedibus, der Kindern einen begleiteten Fußgang zum Kindergarten oder zur Schule ermöglicht, aber auch die Organisation des Schülerlotsendienstes werden wesentlich von ehrenamtlich tätigen engagierten Erwachsenen getragen.

## Länder nach Fußgängersicherheit
| Land | Getötete Fußgänger pro Million Einwohner |
| Anmerkung: Irland, Luxemburg und Malta sind aufgrund fehlender Daten oder zu kleiner Zahlen nicht enthalten. Für Schweden wurden Daten aus der Periode 2017 bis 2020 verwendet. | Anmerkung: Irland, Luxemburg und Malta sind aufgrund fehlender Daten oder zu kleiner Zahlen nicht enthalten. Für Schweden wurden Daten aus der Periode 2017 bis 2020 verwendet. |
| --- | --- |
| Österreich | 6,3 |
| Belgien | 6,7 |
| Bulgarien | 17,7 |
| Zypern | 12,9 |
| Tschechien | 10,9 |
| Deutschland | 5,1 |
| Dänemark | 4,8 |
| Estland | 9,3 |
| Griechenland | 11,4 |
| Spanien | 7,3 |
| Europäische Union | 9,7 |
| Finnland | 3,7 |
| Frankreich | 6,8 |
| Kroatien | 13,4 |
| Ungarn | 14,3 |
| Italien | 8,6 |
| Litauen | 21,7 |
| Lettland | 23,1 |
| Niederlande | 2,6 |
| Polen | 19,6 |
| Portugal | 13,1 |
| Rumänien | 34,4 |
| Schweden (2017–2019) | 3,2 |
| Slowenien | 5,6 |
| Slowakei | 12,3 |